# 喬琪娜·巴達克
喬琪娜·巴達克（1983年8月18日—）是一名阿根廷前女子游泳運動員，曾代表國家參加2012年倫敦奧運的女子400米混合泳比賽，並未獲得獎牌。她曾在2003年获得泛美运动会女子400米个人混合泳金牌。